# Saint Démétrios de Salonique (icône)
Saint Démétrios de Salonique ou Démétrios de Thessalonique est une icône russe pré-mongole, réalisée au XIIe siècle . Elle se trouve aujourd'hui dans les collections de la galerie Tretiakov

## Histoire
Au XIIe siècle se développe en Russie, à côté du culte de la Mère de Dieu, celui du martyre de Démétrios de Thessalonique au début du IVe siècle. La première icône connue à son image date de la seconde moitié du XIIe siècle. Elle provient de la cathédrale de la Dormition de la ville de Dmitrov où elle se trouvait dans l'église annexe de Démétrios de Thessalonique, construite en 1714. C'est depuis cette église que l'icône est arrivée en 1919 au musée régional de la ville de Dmitrov. Elle est redécouverte en 1924—1928 par des chercheurs du Centre Igor Grabar de restauration scientifique et artistique de Russie . En 1930, l'icône est transférée à la galerie Tretiakov.
Elle date de la fin du XIIe siècle début du XIIIe siècle et provient de l'école de Vladimir-Souzdal,. La tradition relie la création de cette icône à la construction de la première cathédrale de la Dormition par le prince Vsevolod III Vladimirski, pour le baptême de Dimitri. La preuve de cette origine pourrait être la marque de propriété de Vsevolod inscrite sur le trône de Démétrios. Toutefois celle-ci se trouve dans des couches de couleurs datant du XVIe siècle époque à laquelle elle a été recopiée. Selon l'avis du directeur du Musée central de la culture et de la peinture russe ancienne Andreï Roublev Guénadi Popov, l'icône fait partie de la décoration de l'ancienne église de Démétrios à Dmitrov . Quant à Victor Lazarev il note que la grande taille de l'icône indique qu'elle appartient aux éléments décoratifs d'un mur ou d'un pilier, qui étaient placés dans des kiots sur les murs au nord ou au sud ou sur des piliers à l'est de l'édifice.
Selon Véra Traimond, l'auteur de l'icône est probablement russe et c'est lui qui a sans doute décoré la cathédrale Saint-Dimitri tellement le visage de Démétrios est semblable à celui des apôtres du Jugement dernier sur les voûtes de cette cathédrale de Vladimir.    

## Iconographie
Sur l'icône, Démétrios est assis sur un trône coiffé d'une couronne sur la tête. Il tire de sa main une épée dont la moitié est extraite du fourreau. Dans le coin supérieur gauche est représentée une image de Jésus-Christ devant un fond de nuages et, à droite, un ange portant la couronne de martyr de Démétrios.
Le visage du saint martyr est verdâtre et le regard est évasif. Il a des traits de type plutôt orientaux. Ces traits rapprochent cette image de celle de Gabriel dit « L'ange aux cheveux d'or ». Les yeux, le sourcil, le nez la moustache sont dessinés de façon appuyée et tout à fait symétrique, ce qui contribue à donner un aspect solennel à l'icône que vient appuyer l'attitude forte et noble de Démétrios.    
L'icône a été gravement endommagée par le temps et par les restaurations et surcharges,
particulièrement au XVIe siècle. « L'œuvre initiale devait être d'une noblesse exquise par son dessin rigoureux et l'harmonie de ses coloris » note Véra Traimond.     
De l'icône d'origine du XIIe siècle sont conservés les éléments suivants : l'image du Christ dans les nuages, la tête de Démétrios, son bras droit tenant l'épée, le torse, le bras gauche jusqu'au coude, la veste et les jambes jusqu'aux pieds. Les autres parties du corps de Démétrios, l'ange dans le coin supérieur droit et le trône sont des restaurations datant de périodes échelonnées du XIVe siècle au XVIe siècle. L'icône initiale avait un fond d'argent qui a été changé en un fond d'or .
En voulant découvrir l'icône en 1920, les chercheurs ont détruit en partie l'image originale du XIIe siècle représentant un cordon vermillon auquel était attaché un encolpion, qui se trouvait au cou de Démétrios.
L'historien Victor Lazarev décrit l'image de Démétrios sur l'icône comme suit : « l'artiste a voulu manifestement souligner la force spirituelle du guerrier ainsi que son courage. Son attitude est celle d'un personnage monumental, plein de force. D'un geste de sa main droite il retire l'épée de son fourreau avec calme et maîtrise de soi».
Couronné d'un diadème princier ce saint représenté est lié symboliquement à Vsevolod III Vladimirski partisan de l'unification de la Russie et sans doute commanditaire de l'icône. La représentation fortement idéalisée donne l'idée d'un prince fort tel qu'il n'y en avait pas dans les dernières décennies qui ont précédé les invasions mongoles remarque l'historienne Vera Traimond . Elle la date dès lors de seconde moitié du XIIe siècle.   
L'icône est peinte sur une doska en tilleul. Les chponkas, en bois ont été conservées clouées avec des clous de bois dans la partie supérieure. Du côté arrière de l'icône les chponkas sont d'origine plus récente. L'icône est creusée d'un kovtcheg, sur lequel a été collée une pavoloka.